# Ischnodoris chlorosperma
Ischnodoris chlorosperma är en fjärilsart som beskrevs av Edward Meyrick 1929. Ischnodoris chlorosperma ingår i släktet Ischnodoris och familjen praktmalar. Inga underarter finns listade i Catalogue of Life.